# Таку Сигэтоки
Таку Сигэтоки (яп. 多久 茂辰, 1 июля 1608 — 6 февраля 1669) — самурай княжества Сага периода Эдо, 2-й глава рода Таку.

## Биография
Родился в 1608 году в семье Таку Сигэтоми и Умэ, дочери Оты Сигэцуры. Сигэтоми был сыном Рюдзодзи Иэхиры, биологического сына Гото Такааки, и дочерью Рюдзодзи Наганобу, и был усыновлён своим дядей Таку Ясутоси, 1-й главой рода Таку. В 1628 году Сигэтоми был лишён наследства и Сигэтоки стал наследником Таку.
В 1635 году Набэсима Таданао, наследник Набэсима Кацусигэ, умер, а его осиротевшему сыну, Набэсиме Мицусигэ, было всего 2 года, поэтому Кацусигэ попытался сделать преемником Набэсиму Наодзуми, младшего брата Таданао и 1-го даймё Хасуноикэ. Сигэтоки воспротивился этому и настоял на том, чтобы Мицусигэ был преемником, и в 1657 году Мицусигэ стал следующим даймё.
Когда в 1637 году вспыхнуло Симабарское восстание, княжество Симабара не смогло подавить его и обратилось за помощью к Саге и Кумамото. Сигэтоки, обсуждая это с главными вассалами Исахей Сигэёси и Набэсимой Сигэцуной, сказал: «Я не могу отправиться на фронт без приказа от бакуфу», а затем стал ждать приказа отправиться на фронт. В это время он молился о долгосрочной военной удаче в святилище Кумано-гонгэна на территории современного города Оги. После подавления восстания около 1640 года Сигэтоки построил святилище Цугэн-ин школы риндзай для оплакивания 99 погибших под его командованием воинов.
В 1646 году Сигэтоки был уволен с должностей за невозвращённые займы, но продолжал оставаться в должности каро.
В 1669 году Таку Сигэтоки скончался и следующим главой рода стал сын, Сигэнори.

## Семья
Жена, Цуру, дочь Набэсимы Кацусигэ, 1-го даймё Саги. Их сын, Таку Сигэнори, 3-й глава рода Таку. Дочь от неизвестной матери, Цуруко, жена Набэсимы Наоёси, 2-го даймё Оги.